# Puck (lune)
Pour les articles homonymes, voir Puck.
Puck (U XV Puck) est un satellite naturel d'Uranus.
Puck fut découverte en 1985 par la sonde Voyager 2 d'où sa désignation temporaire S/1985 U 1. Excepté ses caractéristiques orbitales, peu de choses sont connues à son sujet. Ses dimensions sont cependant estimées à 162 km de diamètre. Sa surface est parsemée de cratères foncés qui sont des traces de glace.
Puck est un objet très sombre, d'un albédo inférieur à 0,1 comme beaucoup d'autres petites lunes d'Uranus (pour des raisons qui ne sont pas actuellement connues). Son orbite est presque parfaitement alignée avec le plan des anneaux d'Uranus.
Le nom « Puck » vient d'un lutin malicieux de la mythologie celtique, mieux connu comme personnage de la pièce Le Songe d'une nuit d'été de William Shakespeare.

## Toponymie

### Liste des cratères sur Puck
Trois cratères de cette lune ont été nommés en référence à divers "esprits" présents dans les mythologies européennes.
| Cratères | Nommé d'après :             |
| -------- | --------------------------- |
| Bogle    | Bogle (mythologie celtique) |
| Butz     | Butz (folklore germanique)  |
| Lob      | Lob (folklore britannique)  |